# New Year Nunatak
New Year Nunatak är en nunatak i Antarktis. Den ligger i Östantarktis. Australien gör anspråk på området. Toppen på New Year Nunatak är 70 meter över havet.
Terrängen runt New Year Nunatak är mycket platt, och sluttar österut. Trakten är obefolkad. Det finns inga samhällen i närheten. 